# 스타디온 레트나
스타디온 레트나(체코어: Stadion Letná)는 체코 프라하에 위치한 축구 경기장이다. AC 스파르타 프라하의 홈 구장으로 사용되고 있지만 종종 체코 축구 국가대표팀의 홈 구장으로 사용되기도 한다. 1921년에 처음 개장했으며 1969년에 현재와 같은 경기장이 건설되었다. 1994년에 보수 공사가 진행되었고 수용 인원은 20,854명이다.
과거에는 경기장 스폰서 이름을 따서 토요타 아레나(Toyota arena, 토요타 자동차), AXA 아레나(AXA Arena, AXA)라고 부르기도 했다. 현재는 이탈리아의 보험 회사인 제네랄리 보험(Generali)이 경기장 스폰서를 맡고 있기 때문에 제네랄리 아레나(Generali Arena)라고 부르기도 한다.

## 기록

### 1938년 FIFA 월드컵 유럽 지역 예선
| 날짜            | 팀 1           | 스코어 | 팀 2     | 라운드 |
| --------------- | -------------- | ------ | -------- | ------ |
| 1938년 4월 24일 | 체코슬로바키아 | 6 - 0  | 불가리아 | 7조    |

### 2002년 FIFA 월드컵 유럽 지역 예선
| 날짜             | 팀 1 | 스코어 | 팀 2     | 라운드     |
| ---------------- | ---- | ------ | -------- | ---------- |
| 2001년 3월 28일  | 체코 | 0 - 0  | 덴마크   | 3조        |
| 2001년 10월 6일  | 체코 | 6 - 0  | 불가리아 | 3조        |
| 2001년 11월 14일 | 체코 | 0 - 1  | 벨기에   | 플레이오프 |